# Czencz János
Czencz János (Ostffyasszonyfa, 1885. szeptember 2. – Szekszárd, 1960. január 12.) festő.

## Pályája
A Győri Tanítóképző elvégzése után Bihar megyében tanított. 1907-12 között a Képzőművészeti Főiskolán mesterei voltak Hegedűs László, Edvi Illés Aladár, majd 1912-ben a művésztovábbképzőn Zemplényi Tivadar.
1935-44 között a Százados úti Művésztelepen élt, majd a háború elől áttelepedett nyaralójába, Bátára. A Munkácsy Céh tagja volt.

## Stílusa
Főként tetszetős életképeket, tájképeket festett. Művei jelentős része csendélet, akt és női portré volt. Nőalakjait színgazdag ruhákban, gyakran népviseletben, anyagszerűen részletező módon jelenítette meg. Nagy hatással volt rá Csók István, színpompás függönyök között elhelyezkedő aktjai erről tanúskodnak. Tájképei a Duna-parti részleteit, valamint bátai és szekszárdi látványokat örökítettek meg.
Első fontosabb festményét Tükör előtt címmel 1913-ban állította ki a Műcsarnokban.
1918-31 között több kiállításnak volt társrendezője.
Néhány műve a Magyar Nemzeti Galéria tulajdonában van.
2013-ban megjelent egy művészeti album, amely életét és munkásságát mutatja be magyar, angol és német nyelven, közel 500 alkotásának fotójával. A könyv szerzői: Kratochwill Mimi művészettörténész, dr. Feledy Balázs művészeti író, Fertőszögi Béláné, Schuller Róbertné, fotó és szerkesztés Rühl Gizella.

## Díjai
- Állami ösztöndíj (1913)
- Halmos Izidor-életképdíj (1913)
- Rudics-díj (1918)
- Országos Magyar Képzőművészeti Társulat Nagydíja (1920)
- Olasz díj, Medaglia commemorativa (1928)
- Balló Ede-díj (1934)
- Zsűri mentességet kapott (1935)